# Lifetime Visa
Lifetime Visa es el cuarto álbum de la banda de Ska punk de San Petersburgo, Spitfire. Fue publicado el 30 de abril de 2008 por la compañía discográfica A1 Records. El álbum fue grabado en el estudio Dobrolyot (San Petersburgo).

## Historia
El álbum se inició a principios de 2005, cuando se dio a conocer al público la canción “Nastroenie”. Además, el álbum contiene una nueva versión de la canción “Noisy crew”, que su versión original fue lanzada como lado-B en el simple Mamma mia de 1999. Sin embargo, debido a cambios en la composición del grupo (en 2006, Konstantin Limonov abandonó la banda y fue remplazado por Dmitry Kezhvatov) la grabación fue retrasada. Como resultado, la mayoría de las canciones fueron grabadas entre  2006-2007. En enero de 2009 el disco tuvo su lanzamiento en Alemania.
La mayoría de las composiciones en el álbum son realizadas por el trompetista, Román Parygin
El 30 de abril de 2008 se lanzó a la venta el álbum y se realizó la presentación debut del mismo en el club GOGOL en Moscú.

## Lista de canciones
1. "Kids" – (chicos) – 2:52
2. "Настроение" – Nastroenie – (Ánimo) – 3:25
3. "Lifetime Visa" – 3:21
4. "I Wanna Be With You" – (Quiero estar contigo) – 4:01
5. "Noisy Crew" – (Pandilla ruidosa) – 3:10
6. "Королев С П" – 3:35
7. "Цифровая Любовь" – Tsifrovaya Lyuboev - (Amor digital) – 5:04
8. "Another Try" – (Intentar otra vez) – 4:02
9. "Кто-То Вроде Меня" – Kto- To Brode Menya - (Alguien como yo) – 3:49
10. "Last Night" – (La noche anterior) – 2:58
11. "Я — Первый" – Ya- Pervy – (Yo- en primer lugar) – 2:43
12. "Загробная" – Zagrobnaya – (El resto de la vida) – 3:40
13. "Dragon Day" – (Día dragón) – 2:58
14. "Когда Мы Все" Повзрослеем – Kogda Mi Vse Povzrosleem – 3:19
15. "Цифровая Любовь" – Tsifrovaya Lyuboeb – (Amor digital) (Remix by Dim Dim Caribace) (BONUS TRACK) – 5:36